# Карпати в мініатюрі
Карпати в мініатюрі — парк музей, де виставлені пам’ятки та об’єкти культурного надбання Карпат в мініатюрній формі в м. Яремче, Івано-Франківської області. 

## Історія
Музей був заснований в 2015 році, як додаткова пам'ятка для залучення туристів в місто Яремче і одночасно майданчиком для нестандартного вивчення географії та історії Карпатського краю. Парк-музей був сумісним проєктом Центру ділових та соціальних ініціатив та Карпатського національного парку.

## Ексозиція
На сьогодні парк-музей «Карпати в мініатюрі» налічує близько 18 об’єктів, в число яких входять:               
- точно відтворені моделі церков і монастирів;
- відомі пам'ятки краю;
- копії популярних дерев’яних споруд, наприклад, ресторан «Гуцульщина»;
- водоспад Пробій на річці Прут;
- єдина діюча в Карпатах міні-залізниця з копіями легендарних кам'яних мостів у Ворохті;
- станції в Татарові і тунелю.[1]

У парку-музеї знаходяться тільки ті об'єкти, що знаходяться недалеко від Яремче.

## Галерея

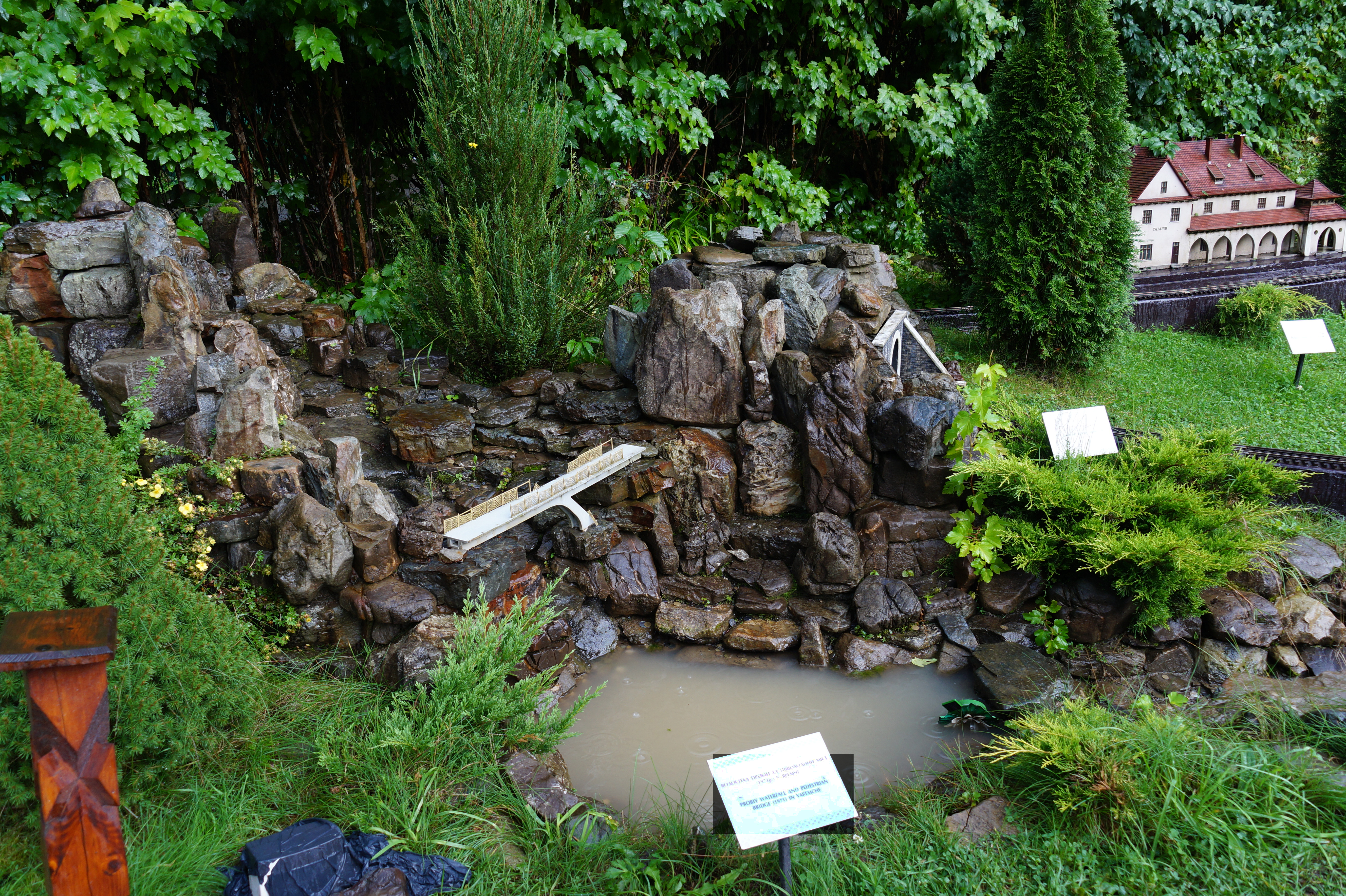
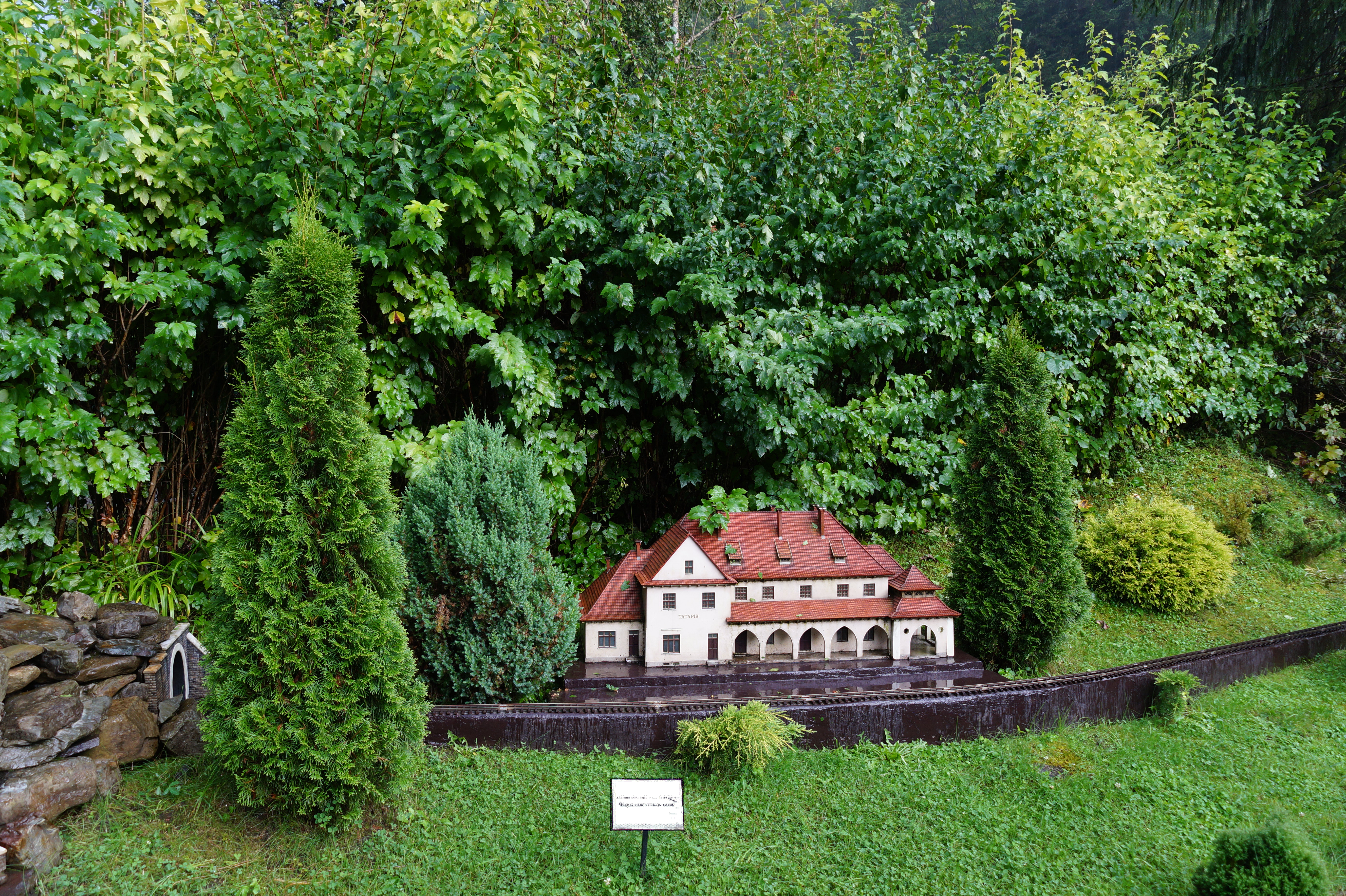
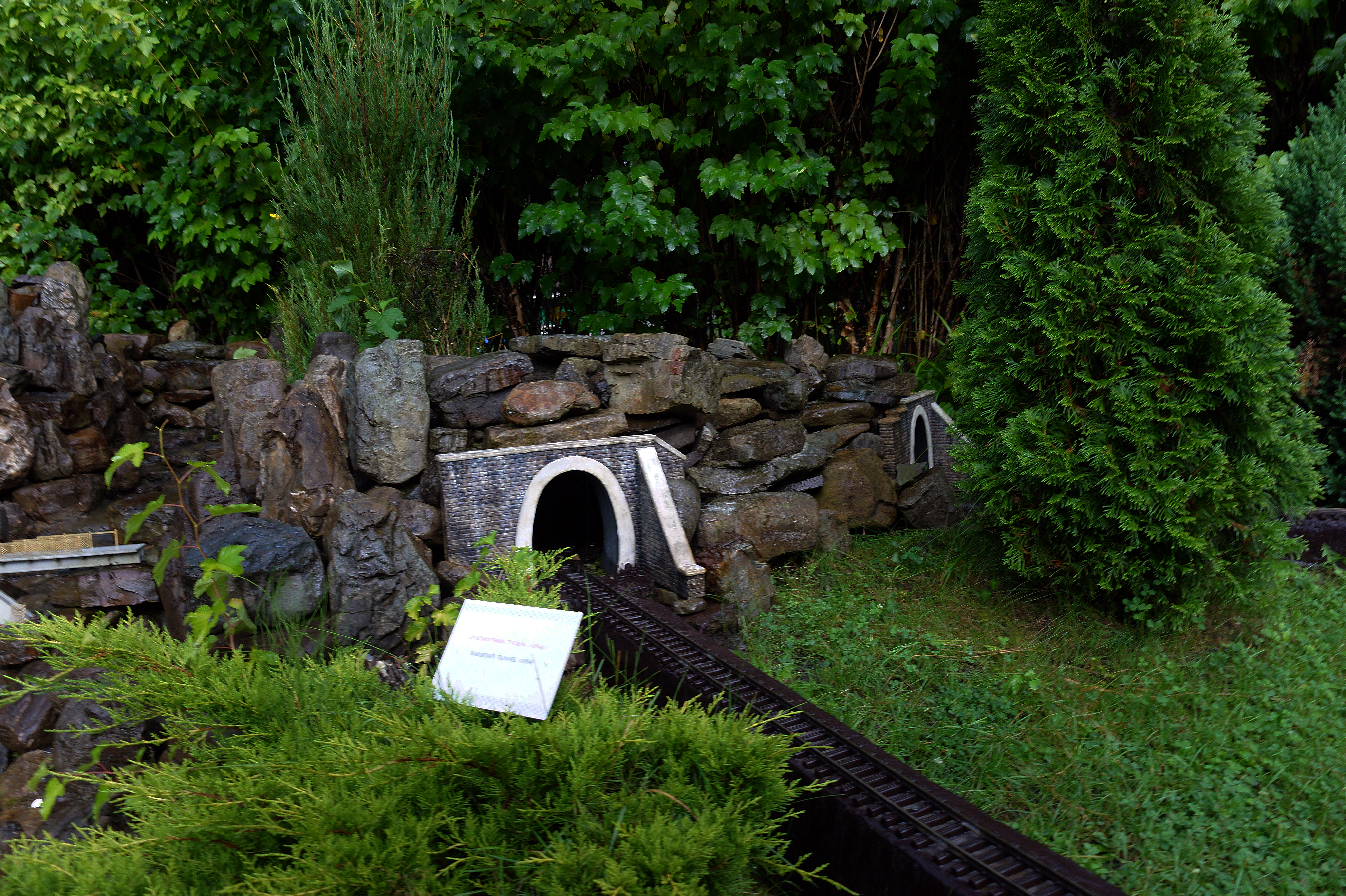
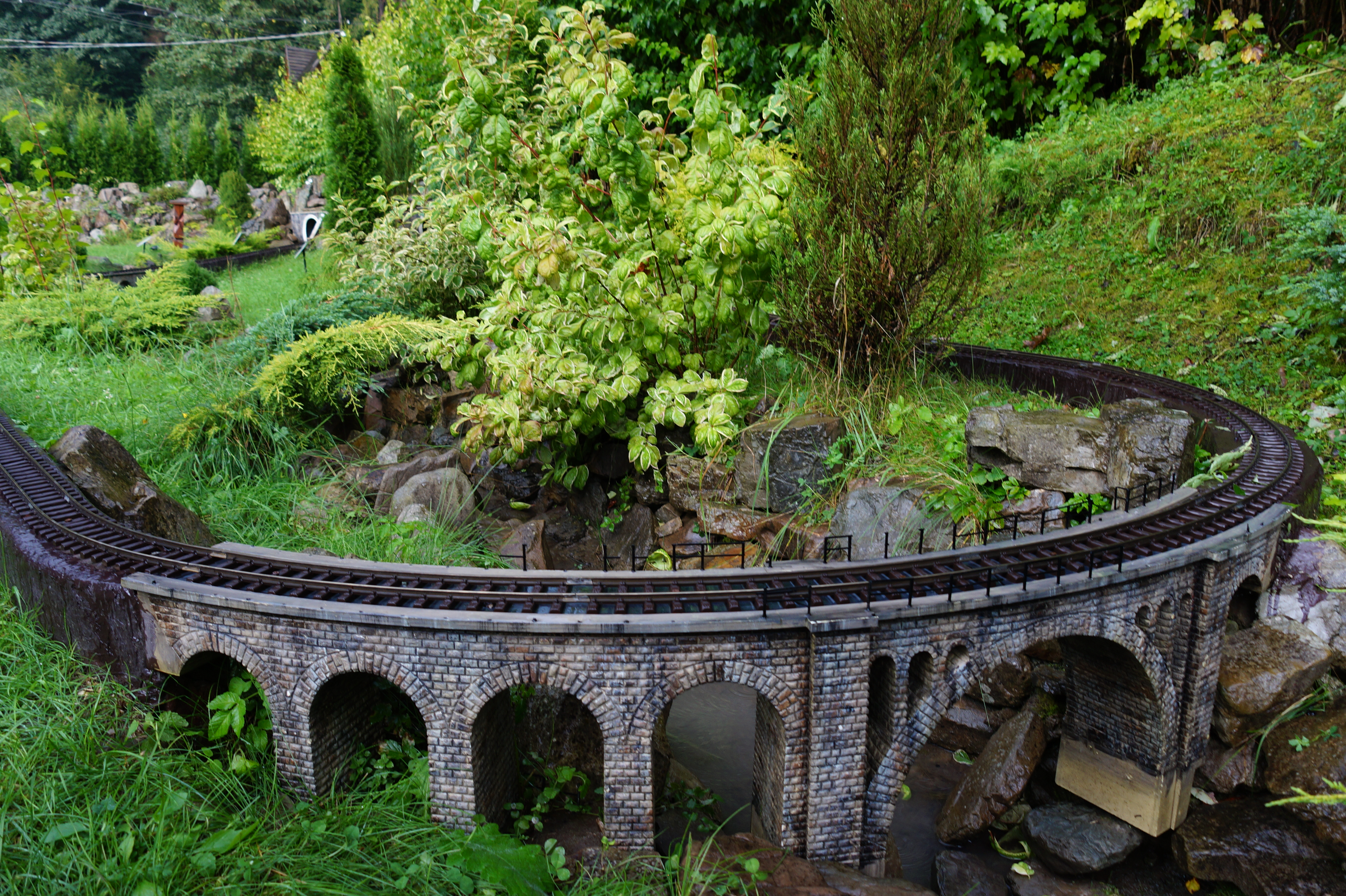
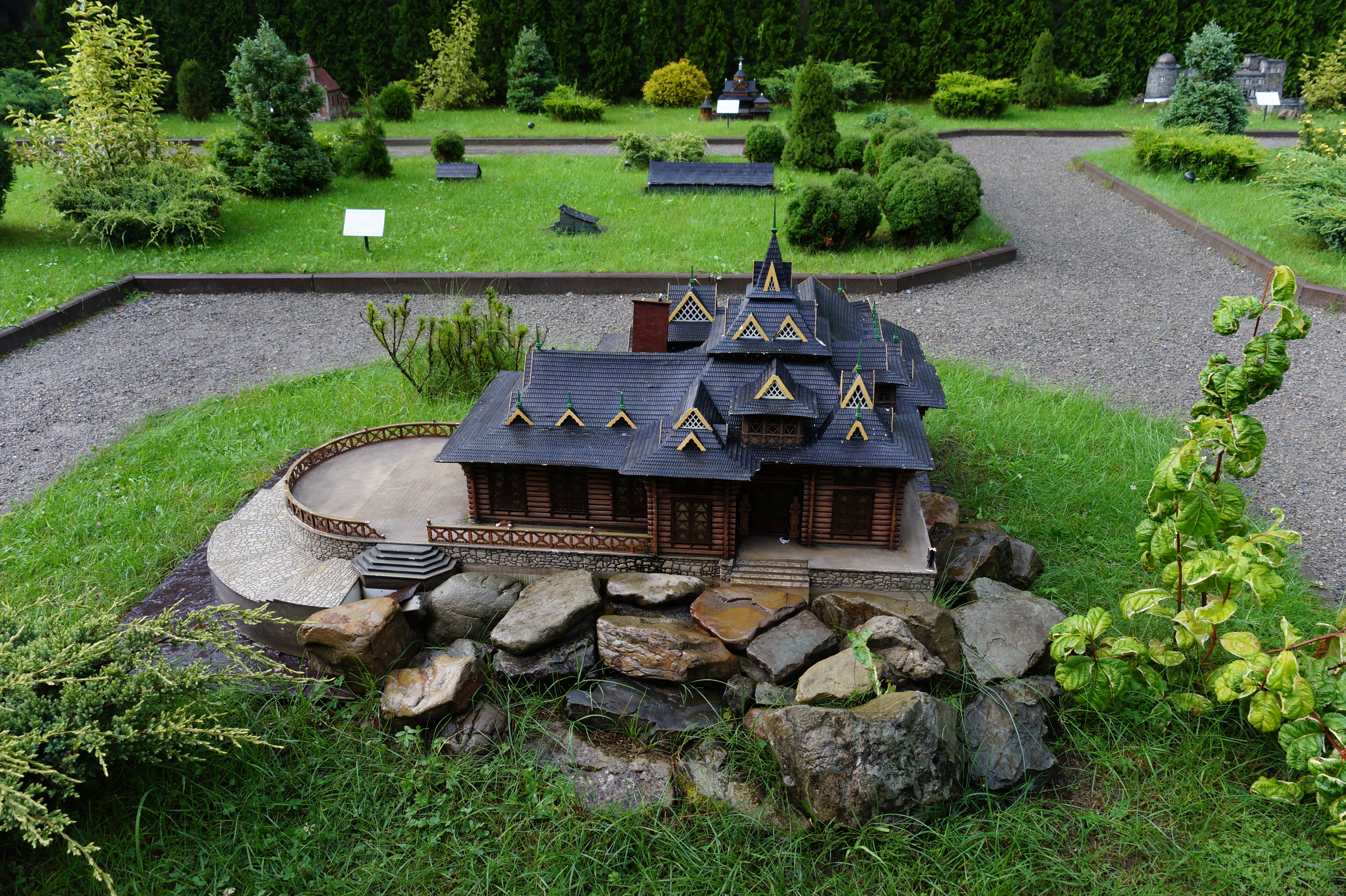
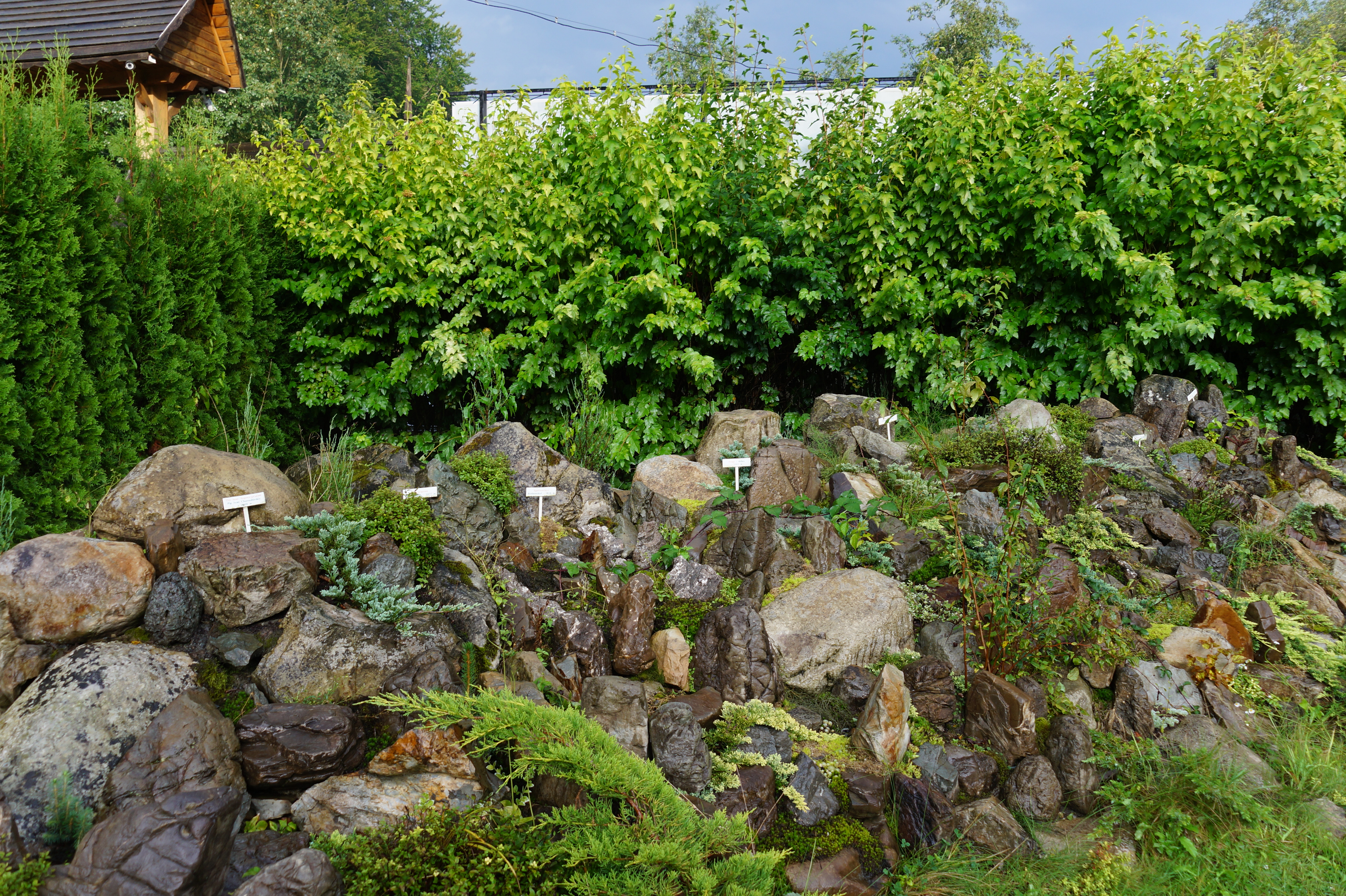